# Porte de l'Océane
La Porte de l'Océane, aussi nommée Portes de l'Océane désigne au singulier, la sortie autoroutière servant aux autoroutes A11, A 28 et A81; tandis qu'au pluriel elle dénote la zone d'activité correspondant à cette périphérie nord du Mans.
Cette porte, la seule de la ville désignée comme telle, constitue la voie d'accès nord de la ville, via la D338 (ancienne RN 138), depuis peu supplantée par l'autoroute A28 pour la liaison nord-sud de l'agglomération. C'est un pôle d'échanges entre Nantes, Rennes, Rouen, Tours et Paris. La zone s'étale à la fois sur l'extrémité nord du Mans, notamment sur la ZI Nord, mais aussi sur les communes périphériques de Saint-Saturnin et de La Chapelle-Saint-Aubin. Ces dernières ont pu profité de l'attractivité de l'autoroute et de la desserte aisée pour se développer.

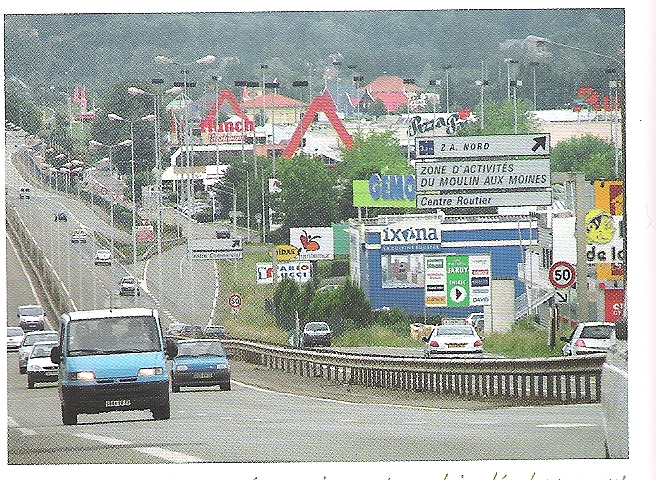
Zone industrielle de la Chapelle Saint-Aubin

La majeure partie de la fréquentation de cette zone provient du trafic inhérent à la zone commerciale de rayonnement extra départemental. Le quartier est situé à mi-chemin sur Le Mans, Saint Pavin et la Chapelle-Saint-Aubin. Une augmentation de sa superficie a été prévue pour 2012, notamment après la rénovation de la rocade Nord-Est. Seulement les élus locaux s'opposent sur de nombreux points et notamment sur la destruction du grand centre routier au sein de la ZI Nord.